# Формула Эйлера — Маклорена
Формула суммирования Эйлера — Маклорена — формула,                                                                                                                               позволяющая выражать дискретные суммы значений функции через интегралы от функции.                                                                                                            В частности, многие асимптотические разложения сумм получаются именно через эту формулу.
Формула была найдена независимо Леонардом Эйлером                                                                                                                                                  в 1732 году и Колином Маклореном примерно в 1735                                                                                                                         году (и позже была обобщена до формулы Дарбу). Эйлер получил эту формулу, когда ему потребовалось 
вычислить медленно сходящийся ряд, а Маклорен использовал её для вычисления интегралов.

## Формула
Формула Эйлера — Маклорена имеет вид:
{\displaystyle \sum \limits _{a\leqslant k<b}f(k)=\int \limits _{a}^{b}f(x)dx+\left.\sum \limits _{k=1}^{m}{\frac {B_{k}}{k!}}f^{(k-1)}(x)\right|_{a}^{b}+R_{m},}
где
{\displaystyle R_{m}=(-1)^{m+1}\int \limits _{a}^{b}{\frac {B_{m}(\{x\})}{m!}}f^{(m)}(x)dx,}
здесь {\displaystyle a\leqslant b,m} — натуральное, {\displaystyle B_{k}} — числа Бернулли, {\displaystyle f(x)} — достаточно гладкая функция, чтобы иметь производные {\displaystyle f'(x),\ldots ,f^{(m)}(x)}, {\displaystyle B_{m}(t)} — многочлен Бернулли, {\displaystyle \{x\}} — дробная часть x. В случае, когда {\displaystyle R_{m}} мало, получаем хорошее приближение для суммы.
Многочлены Бернулли {\displaystyle B_{n}(x),n=0,1,2,\ldots } определяются рекуррентно как
{\displaystyle B_{0}(x)=1,}
{\displaystyle B_{n}'(x)=nB_{n-1}(x),\ \int \limits _{0}^{1}B_{n}(x)dx=0,n\in \mathbb {N} .}
Выражение {\displaystyle B_{n}(\{x\})=P_{n}(x)} называется периодической функцией Бернулли.

### Остаточный член
Остаточный член R может быть легко выражен в терминах {\displaystyle P_{n}(x)}:
{\displaystyle R=-\int \limits _{a}^{b}f^{(2p)}(x){\frac {P_{2p}(x)}{(2p)!}}dx,}
или эквивалентным образом, получаемым интегрированием по частям, предполагая, что {\displaystyle f^{(2p)}} дифференцируема еще раз, и вспоминая, что нечетные числа Бернулли равны нулю:
{\displaystyle R=\int \limits _{a}^{b}f^{(2p+1)}(x){\frac {P_{(2p+1)}(x)}{(2p+1)!}}dx.}
где {\displaystyle n\geqslant 0}. Можно показать, что
{\displaystyle \left|B_{n}(x)\right|\leqslant {\frac {2n!}{(2\pi )^{n}}}\zeta (n),}
где {\displaystyle \zeta } обозначает дзета-функцию Римана. Равенство достигается для четных n и {\displaystyle x=0}. С помощью этого неравенства остаточный член оценивается как
{\displaystyle \left|R\right|\leqslant {\frac {2\zeta (2p)}{(2\pi )^{2p}}}\int \limits _{a}^{b}\left|f^{(2p)}(x)\right|dx}

## Доказательство

### Операторные соображения
Перед доказательством удобно рассмотреть соображения высшего порядка (принадлежащие Лагранжу) о том, почему такая формула имеет место. Пусть {\displaystyle \Delta } — разностный оператор, {\displaystyle \Sigma } — оператор суммирования, {\displaystyle D} — оператор дифференцирования, {\displaystyle \int } — оператор интегрирования. Тогда оператор {\displaystyle \Delta } обратен к {\displaystyle \Sigma }, а {\displaystyle D} обратен к {\displaystyle \int }. 
Можно выразить {\displaystyle \Delta } через {\displaystyle D} с помощью формулы Тейлора:
{\displaystyle \Delta f(x)=f(x+1)-f(x)={\frac {f'(x)}{1!}}+{\frac {f''(x)}{2!}}+{\frac {f'''(x)}{3!}}+\ldots =\left({\frac {D}{1!}}+{\frac {D^{2}}{2!}}+{\frac {D^{3}}{3!}}+\ldots \right)f(x)=(e^{D}-1)f(x),}
т.е. {\displaystyle \Delta =e^{D}-1} и тогда {\displaystyle \Sigma =\Delta ^{-1}={\frac {1}{e^{D}-1}}}, а поскольку {\displaystyle {\frac {z}{e^{z}-1}}=\sum \limits _{k\geqslant 0}B_{k}{\frac {z^{k}}{k!}}}, то
{\displaystyle \sum ={\frac {B_{0}}{D}}+{\frac {B_{1}}{1!}}+{\frac {B_{2}}{2!}}D+{\frac {B_{3}}{3!}}D^{2}+\ldots =\int +\sum \limits _{k\geqslant 1}{\frac {B_{k}}{k!}}D^{k-1}.}
Применяя это операторное соотношение к {\displaystyle f(x)}, получаем искомую формулу, но без остаточного члена. 
Этот вывод чисто формальный и не касается вопросов сходимости.

### Доказательство с остаточным членом
Достаточно доказать формулу при {\displaystyle a=0,b=1}, поскольку мы можем любой отрезок {\displaystyle [a;b]} с целыми границами разбить на отрезки длины 1 и сдвигом перевести их в {\displaystyle [0;1]}. При {\displaystyle a=0,b=1} формула имеет вид
{\displaystyle f(0)=\int \limits _{0}^{1}f(x)dx+\left.\sum \limits _{k=1}^{m}{\frac {B_{k}}{k!}}f^{(k-1)}(x)\right|_{0}^{1}+(-1)^{(m+1)}\int \limits _{0}^{1}{\frac {B_{m}(x)}{m!}}f^{(m)}(x)dx.}
Доказательство будем вести индукцией по m. 
База. При {\displaystyle m=1,B_{1}(x)=x-{\frac {1}{2}}}. Интегрируя по частям, при {\displaystyle u(x)=f(x),v(x)=x-{\frac {1}{2}}}, мы получаем:
{\displaystyle f(0)=\int \limits _{0}^{1}f(x)dx-{\frac {1}{2}}(f(1)-f(0))+\int \limits _{0}^{1}\left(x-{\frac {1}{2}}\right)f'(x)dx.}
Шаг. Шаг индукции равносилен доказательству равенства {\displaystyle R_{m-1}=\left.{\frac {B_{m}}{m!}}f^{(m-1)}(x)\right|_{0}^{1}+R_{m}}, то есть нужно доказать, что
{\displaystyle \left.(-1)^{m}B_{m}f^{(m-1)}(x)\right|_{0}^{1}=m\int \limits _{0}^{1}B_{m-1}(x)f^{(m-1)}(x)dx+\int \limits _{0}^{1}B_{m}(x)f^{(m)}(x)dx.}
Здесь снова применима формула интегрирования по частям при {\displaystyle u(x)=f^{(m-1)}(x),v(x)=B_{m}(x)}: {\displaystyle B_{m}'(x)=mB_{m-1}(x)}, поэтому формула верна благодаря тому, что
{\displaystyle \left.(-1)^{m}B_{m}f^{(m-1)}(x)\right|_{0}^{1}=\left.B_{m}(x)f^{(m-1)}(x)\right|_{0}^{1},}
то есть {\displaystyle (-1)^{m}B_{m}=B_{m}(1)=B_{m}(0)}, а это верно, поскольку при нечётных m у нас {\displaystyle B_{m}=0,}.

## Применение

### Сумма степеней
Вычислим сумму степеней {\displaystyle \sum \limits _{a\leqslant k<b}k^{m-1}}. Положим {\displaystyle f(x)=x^{m-1}}, тогда {\displaystyle f^{(m)}(x)=0} и {\displaystyle R_{m}=0}, вычисляя интегралы, получаем:
{\displaystyle \sum \limits _{a\leqslant k<b}k^{m-1}={\frac {1}{m}}\sum \limits _{k=0}^{m}{\binom {m}{k}}B_{k}(b^{m-k}-a^{m-k}).}

### Сумма обратных квадратов
Вычислить сумму
{\displaystyle 1+{\frac {1}{4}}+{\frac {1}{9}}+{\frac {1}{16}}\cdots =\sum \limits _{n=1}^{\infty }{\frac {1}{n^{2}}}.}
Эйлер вычислил эту сумму до 20 десятичных знаков с помощью небольшого числа членов формулы Эйлера-Маклорена в 1735. Это, вероятно, убедило его в том, что эта сумма равна {\displaystyle {\frac {\pi ^{2}}{6}}}, что и было им доказано в том же году.

### Численное интегрирование
Формула Эйлера-Маклорена также может быть использована для детального анализа ошибок численных методов интегрирования. Она объясняет высокую производительность метода трапеций на гладких периодических функциях и используется в определенных методах экстраполяции. Clenshaw–Curtis quadrature существенно изменяет переменные, выражая произвольный  интеграл в терминах интегралов периодических функций, для которых приближение Эйлера-Маклорена особенно точно (в этом частном случае формула Эйлера-Маклорена берется в форме дискретного косинус-преобразования). Эта техника называется преобразованием к периодической функции.

### Асимптотическое выражение для суммы
Для вычисления асимптотического выражения суммы или ряда обычно чаще всего используется следующая форма формулы Эйлера-Маклорена:
{\displaystyle \sum \limits _{n=a}^{b}f(n)\sim \int \limits _{a}^{b}f(x)dx+{\frac {f(a)+f(b)}{2}}+\sum _{k=1}^{+\infty }{\frac {B_{2k}}{(2k)!}}\left(f^{(2k-1)}(b)-f^{(2k-1)}(a)\right),}
где a,b - целые. Часто формула остается справедливой и при расширении пределов {\displaystyle a\to -\infty } или {\displaystyle b\to +\infty }, или обоих. Во многих случаях интеграл в правой части может быть вычислен в замкнутой форме в терминах элементарных функций, даже если сумма в левой части так не может быть выражена. Тогда все члены асимптотического ряда могут быть выражены в терминах элементарных функций. Например,
{\displaystyle \sum \limits _{k=0}^{\infty }{\frac {1}{(z+k)^{2}}}\sim \underbrace {\int \limits _{0}^{+\infty }{\frac {1}{(z+k)^{2}}}dk} _{=1/z}+{\frac {1}{2z^{2}}}+\sum \limits _{t=1}^{+\infty }{\frac {B_{2t}}{z^{2t+1}}}.}
Здесь левая часть равна {\displaystyle \psi ^{(1)}(z)}, называемая полигамма-функцией первого порядка, определяемая как {\displaystyle \psi ^{(1)}(z)={\frac {d^{2}}{dz^{2}}}\ln \Gamma (z)}; гамма-функция {\displaystyle \Gamma (z)} равна {\displaystyle (z-1)!}, если z натуральное. Полученный результат есть асимптотическое разложение {\displaystyle \psi ^{(1)}(z)}. Это выражение используется как отправной пункт для получения оценки точной ошибки формулы Стирлинга для факториала.

### Аппроксимация для гармонических чисел
Полагаем {\displaystyle f(x)=x^{-1}}, тогда {\displaystyle f^{(m)}(x)=(-1)^{m}m!x^{-m-1}=O(x^{-m-1})} и тогда получаем
{\displaystyle \sum \limits _{k=1}^{n}{\frac {1}{k}}=\ln n+\gamma +{\frac {1}{2n}}-\sum \limits _{k=1}^{m}{\frac {B_{2k}}{2kn^{2k}}}-\theta _{m,n}{\frac {B_{2m+2}}{(2m+2)n^{2m+2}}},}
где {\displaystyle 0<\theta _{m,n}<1}. Отсюда можно относительно быстро вычислить постоянную Эйлера {\displaystyle \gamma }.

### Аппроксимация Стирлинга для факториала
Полагаем {\displaystyle f(x)=\ln x}, тогда {\displaystyle f'(x)=x^{-1},f^{(m+1)}(x)=(-1)^{m}m!x^{-m-1}} и тогда получаем
{\displaystyle \sum \limits _{k=1}^{n}\ln k=n\ln n-n+\sigma -{\frac {\ln n}{2}}+\sum \limits _{k=1}^{m}{\frac {B_{2k}}{2k(2k-1)n^{2k-1}}}-\phi _{m,n}{\frac {B_{2m+2}}{(2m+1)(2m+2)n^{2m+1}}},}
где на самом деле {\displaystyle \sigma =\ln {\sqrt {2\pi }}}. Взяв экспоненту от обеих частей, получим формулу Стирлинга.